# Уингфилд, Мервин, 9-й виконт Пауэрскорт
Мервин Патрик Уингфилд, 9-й виконт Пауэрскорт (англ. Mervyn Patrick Wingfield, 9th Viscount Powerscourt; 22 августа 1905 — 3 апреля 1973) — англо-ирландский пэр.

## Биография
Родился 22 августа 1905 года. Старший сын Мервина Ричарда Уингфилда, 8-го виконта Пауэрскорта (1880—1947), и его жены Сибил Плейделл-Бувери (1878—1946).
Он получил звание лейтенанта в 8-м Арабском отряде. Он получил звание майора в Королевских ирландских стрелках. Вторая мировая война оказала огромное влияние на семью. Тогдашний Мервин Патрик Уингфилд (он стал 9-м виконтом Пауэрскортом в марте 1947 года) служил на войне и был захвачен немцами в Италии. Когда он вернулся домой, его здоровье было подорвано, и он страдал от контузии. Его жена Шейла (известная как леди Пауэрскорт с марта 1947 года) увезла семью на Бермуды. Он получил наследство в поместье Пауэрскорт в марте 1947 года, когда он стал лордом Пауэрскортом. Его брак так и не оправился от последствий войны. В 1963 году его жена ушла, и в результате финансовых последствий семья продала поместье Пауэрскорт.
21 марта 1947 года после смерти своего отца Мервин Уингфилд унаследовал титулы 9-го виконта Пауэрскорта из Пауэрскорта в графстве Уиклоу (Пэрство Ирландии), 9-го барона Уингфилда из Уингфилда в графстве Уэксфорд (Пэрство Ирландии) и 3-го барона Пауэрскорта из Пауэрскорта в графстве Уиклоу (Пэрство Соединённого королевства), став членом Палаты лордов Великобритании.
В 1949 году он был назначен первым главным скаутом Бойскаутов Ирландии.
Его внучатой племянницей является Сара, герцогиня Йоркская.
16 декабря 1932 года в Иерусалиме Мервин Уингфилд женился на Шейле Клод Беддингтон (23 мая 1906 — 8 января 1992), дочери майора Клода Беддингтона и Фрэнсис Этель Хоман-Мюлок. У супругов было трое детей:
- Достопочтенная Гранье Сибил Энид Уингфилд (род. 25 апреля 1934)[1], в 1955 году она вышла замуж за сэра Геркулеса Ральфа Хьюма Лэнгриша, 7-го баронета (1927—1998), от брака с которым у неё было четверо детей.
- Мервин Найл Уингфилд, 10-й виконт Пауэрскорт (3 сентября 1935 — 25 июля 2015)[1], старший сын и преемник отца.
- Достопочтенный Гай Клод Патрик Уингфилд (5 октября 1940 — 16 мая 2017)[1].

Виконт Пауэрскорт скончался 3 апреля 1973 года в возрасте 67 лет. Ему наследовал его старший сын Мервин.